# Crystal Symphony
Crystal Symphony là một tàu du lịch thuộc sở hữu và điều hành bởi Crystal Cruises. Con tàu được đóng vào năm 1995 tại Nhà máy đóng tàu mới Kværner Masa-Yards Turku, Phần Lan. Crystal Symphony là tàu chị em của Crystal Serenity.